# Cronologia descoperirilor în fizica Soarelui
Aceasta este o listă cronologică a descoperirilor în fizica Soarelui:

## Epoca pretelescopului

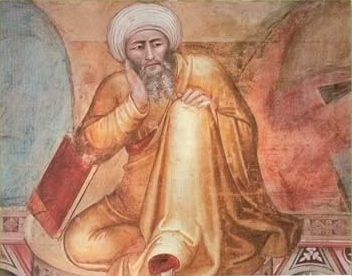
ibn Rushd (Averroes)

- 350 î.Hr. - Prima referire la o pată solară (Teofrastus din Atena).
- 28 d.Hr. - Cronicile chineze menționează existența petelor solare
- 807 - Eihnard menționează existența petelor solare în Viața lui Carol cel Mare.
- 840 - Filozoful al-Kindi menționează existența petelor solare
- 1200 - Observații asupra unei pete solare (Ibn Rushd).
- 1365, 1371 - Cronici rusești descriu pete solare pe discul Soarelui.
- 1450 - Italianul Guildo Carrara și fiul său observă pete solare.
- 1607 - Johannes Kepler vede o pată pe Soare, dar consideră că e datorită trecerii planetei Mercur prin fața discului solar.

## Epoca telescopului

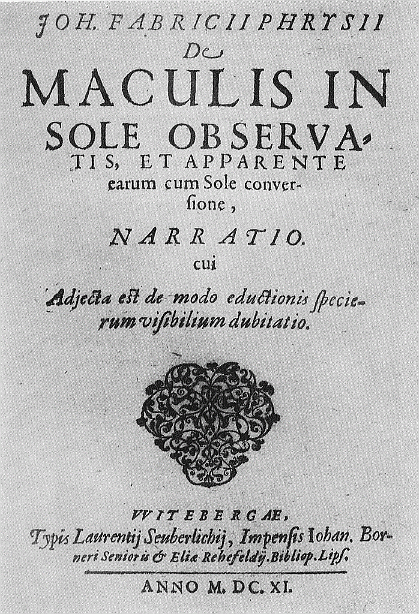
De Maculis in sole observatis et apparente earum cum Sole conversione - Lucrarea lui Johann Fabricius în care anunță existența petelor solare

- 1611 - Primele obsevații de pete cu ajutorul telescopului și confirmarea existenței lor de către Johann Fabricius, Galileo Galilei, Christoph Scheiner și Thomas Harriot.
- 1613 - Publicarea lucrării lui Galilei Istoria e Dimonstrozioni intorno alle Macchie Solari
- 1630 - Publicarea lucrării lui Scheiner
- 1769 - Descoperirea efectului Wilson
- 1814 - Descoperirea spectrului Fraunhofer
- 1843 - Descoperirea ciclului de 10 ani ai petelor solare de către Samuel Heinrich Schwabe

## Epoca fotografiei solare

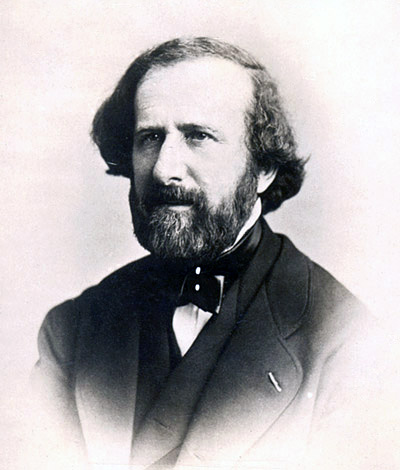
Hippolyte Fizeau

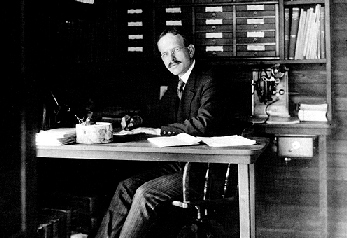
George Ellery Hale în 1905

- 1845 - Prima fotografie a Soarelui (daguerrotipie) obținută de fizicienii Hippolyte Fizeau și Léon Foucault
- 1848 - Rudolf Wolf introduce numărul relativ de pete (numărul Wolf)
- 1857 - Se construiește telescopul solar de la Kew (Londra), (Anglia)
- 1858 - Richard Christopher Carrington descoperă mișcarea de derivă a petelor de-a lungul unui ciclu și prima erupție solară în lumină integrată
- 1863 - Richard Christopher Carrington descoperă rotația diferențiată a Soarelui
- 1868 - Pierre Janssen descoperă heliul în spectrul protuberanțelor
- 1869 - Harkness și Charles Augustus Young descoperă linia coronală 5303 (coroniu)
- 1870 - Young descoperă spectrul fulger al cromosferei
- 1874 - La Observatorul Regal din Greenwich începe înregistrarea fotografică a petelor
- 1878 - Descoperirea corelației dintre forma coroanei și ciclul de pete.
- 1884 - Samuel Pierpont Langley a estimat valoarea constantei solare la 2,903 kW/m², valoare prea mare[1] .
- 1891 - George Ellery Hale obține prima spectroheliogramă.
- 1896 - Publicarea lucrării lui Pierre Janssen asupra petelor și fotosferei solare.

## Epoca Hale-Mont Wilson

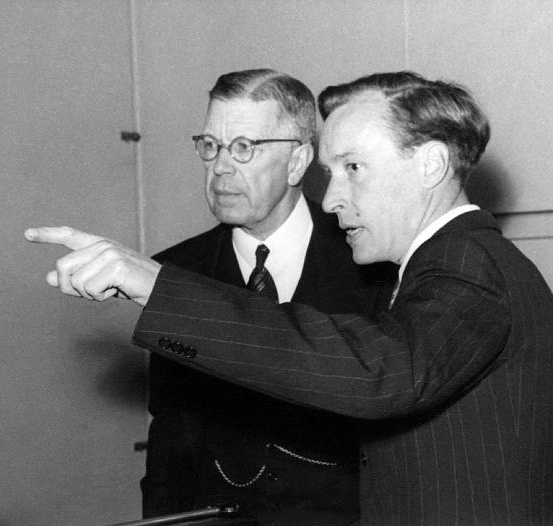
Bengt Edlén (dreapta) și Gustaf al VI-lea Adolf

- 1903 - G. E. Hale construiește primul telescop solar orizontal (Snow).
- 1906 - Se construiește primul telescop solar vertical la Observatorul Mount Wilson (G. E. Hale).
- 1908 - G. E. Hale descoperă câmpurile magnetice solare.
- 1909 - Efectul Evershed (numit după astronomul John Evershed
- 1924 - G. E. Hale inventează spectrohelioscopul
- 1930 - Bernard Lyot inventează coronograful
- 1932 - Se inventează primul filtru monocromatic Hα de către Bernard Lyot
- 1940 - Bengt Edlén (și Walter Grotrian) descoperă misterul coroniului: este vorba de linia atomului de fier de 13 ori ionozat.
- 1942 - Emisia în domeniul undelor radio a Soarelui este detectată prin radar.

## Epoca spațială
- 1946 - Se demonstrează existența componentei radiației cosmice solare.
- 1946 - Obținerea primei spectograme în ultraviolet a Soarelui prin rachete din afara atmosferei terestre.
- 1948 - Fotografierea imaginii solare în radiații X.
- 1953 - Se construiește primul magnetograf solar (Horace W. Babcock)
- 1957 - Înregistrarea celui mai mare maximum solar și organizarea colaborării la Anul Geofizic Internațional
- 1958 - Parker prevede teoretic existența vântului solar care se descoperă în 1962 prin rachete și sateliți naturali
- 1964 - 65 - Anii Internaționali ai Soarelui calm.
- 1969 - Punerea în funcțiune a celui mai mare telescop solar vertical de la Sacramento Peak (Statele Unite)
- 1976 - Andrei Severnîi descoperă oscilația Soarelui cu o perioadă de 2 ore și 40 de minute .
- 1981 - NASA procesează datele din 1978 și descoperă o cometă care se prăbușește pe Soare
- 2004 - Are loc cea mai mare erupție solară înregistrată vreodată